# Полосатое счастье (телесериал)
Полосатое счастье — российский комедийный телесериал. Премьера состоялась на телеканале «СТС» 11 июня 2012 года.

## Сюжет сериала
Петька Одинцов — слабый «ботаник», не имеющий друзей. Живёт вместе с мамой и бабушкой, благодаря которой жизнь Пети — не сахар. Однажды он спасает полосатого котёнка по кличке Васька, находившегося на высоком дереве. Но бабушка Пети сразу невзлюбила кота, как и он её.
Вместе со своей семьёй, котом и новыми друзьями Петька попадает в различные приключения и преодолевает возникающие трудности.
Пройдя все невзгоды, бабушка Петьки всё-таки принимает кота, после чего жизнь Пети меняется в лучшую сторону, и всё благодаря «полосатому счастью» — коту Ваське.

## В ролях
| Актёр                  | Роль                                                 |
| ---------------------- | ---------------------------------------------------- |
| Эвелина Сакуро         | бабушка Пети Аврора Александровна Одинцова           |
| Илья Капанец           | Пётр (Петя) Одинцов                                  |
| Юлия Кадушкевич        | мама Пети, стоматолог Надежда Одинцова               |
| Руслан Чернецкий       | папа Пети, бизнесмен Вадим Абрикосов                 |
| Дмитрий Ратомский      | коллега, друг, затем муж Нади Дима                   |
| Александр Бранкевич    | фотограф, бывший хозяин кота Васьки Георгий Пискунов |
| Сергей Новицкий        | собутыльник и друг Жоры, дизайнер Лёва Комаров       |
| Вера Кавалерова        | дворник Зинаида Трещавина, тётя Зина                 |
| Егор Свирский          | недруг, затем друг Пети Миша Бурыкин                 |
| Лиза Сурунова          | подруга Пети и Бурыкина Аня (Нюся) Ёлкина            |
| Матвей Сморигин        | друг Бурыкина Матвей (Капуста) Капустин              |
| Виталий Якушевич       | друг Бурыкина Виталий (Горох) Горохов                |
| Александр Парфенович   | сосед-пенсионер Захар Валерьянович                   |
| Сергей Власов          | слесарь (Палыч) Привалов                             |
| Павел Южаков-Харланчук | дядя Пети, сын Авроры, брат Нади Антон               |
| Ольга Бурлакова        | жена Антона Лариса                                   |
| Вероника Шилковская    | дочь Антона и Ларисы, двоюродная сестра Пети Полина  |
| Валентина Лосовская    | начальница Надежды Виолетта                          |
| Дмитрий Есеневич       | капитан ГИБДД Григорий Степанович Пряников           |
| Игорь Сигов            | отец Бурыкина                                        |
| Ольга Сизова           | мать Бурыкина                                        |
| Сергей Журавель        | профессор Павел Сергеевич                            |
| Татьяна Калих          | таможенница в аэропорту                              |

## Факты о фильме
- Основой для ситкома послужил детский фильм «Полосатое счастье», вышедший в 2010 году.
- Все актёры сыгравшие и главных и второстепенных персонажей — беларусы
- Несмотря на то что действие фильма разворачивается в России (упоминаются города Светлоград, Пушкин и деревня Бучиха) съёмки большинства сцен проходили в Минске
- Роль Васьки исполняли сразу три кота породы мейн-кун под руководством дрессировщицы Белорусского государственного цирка Светланы Кунской. В основном роль кота Васьки сыграл кот Патрик[1][2].
- В 11-й серии дворничиха смотрит по телевизору сериал «Воронины».
- Начало первой серии, где Васька прыгнул на Жору, является отсылкой к фильму «Гарфилд».
- Некоторые сторонники оппозиционных сил отметили что фильм был снят после подавления протестов в Белоруссии, и что по их мнению предназначение этого сериала — продолжение русификации беларуских детей при помощи кинематографа
- Съёмки школьных моментов происходили в действующей школе № 30 г. Минска.

## Съёмки
В процессе подготовки к съёмкам сценарий сериала «Полосатое счастье» был несколько изменён. Бабушка Аврора в новой версии гораздо мягче и мудрее.
Чтобы не пугать котов, на съёмках сериала «Полосатое счастье» не хлопали хлопушкой.
Несмотря на то, что действие происходит в России, съёмки сериала проходили на территории Беларуси.